# Landé (Familienname)
Landé ist ein Familienname.

## Namensträger
- Alfred Landé (1888–1976), deutscher Physiker
- Carl Landé (1924–2005), US-amerikanischer Politikwissenschaftler
- Charlotte Landé (1890–1977), deutsche Kinderärztin und Fachautorin
- Eva Landé (1901–1977), deutsche Vertreterin der Reformpädagogik
- Franz Landé (1893–1942), deutscher Musiker und Dirigent
- Hugo Landé (1859–1936), deutscher Rechtsanwalt und Regionalpolitiker der SPD
- Jacob Landé, polnischer Architekt
- Jean-Baptiste Landé (? –1748), französischer Balletttänzer und -meister
- Moritz Landé (1829–1888), deutscher Architekt
- Thekla Landé (1864–1932), deutsche Politikerin der SPD, erste weibliche Abgeordnete im Rheinland